# Physenaceae
Physena là một họ thực vật hạt kín. Họ này chỉ được các nhà phân loại công nhận trong thời gian gần đây.
Hệ thống APG III năm 2009 (không đổi so với hệ thống APG II năm 2003 và hệ thống APG năm 1998), công nhận họ này và đặt nó trong bộ Caryophyllales của nhánh core eudicots. Họ này chỉ chứa 1 chi (Physena) với khoảng 2 loài cây gỗ nhỏ hay cây bụi, có hoa đơn tính khác gốc và quả nang không nứt, đặc hữu Madagascar. Theo website của APG thì nó tạo thành một nhánh với họ Asteropeiaceae (cũng tại Madagascar). Hệ thống Cronquist năm 1981 xếp họ này trong bộ Urticales còn Takhtadjan (1997) đặt nó trong bộ Physenales thuộc phân lớp Dilleniidae.